# Calprotectina
La calprotectina è una proteina di 36 kDa contenuta nei granuli citoplasmatici dei granulociti neutrofili, dei quali costituisce circa il 60% dell'intero contenuto. Può essere dosata nei materiali biologici e fungere da marker di infiammazione. Lega lo zinco e il calcio ed è un complesso eterodimerico formato dalle catene calgranulina A e B, espresse a partire dai geni S100A8 e S100A9 rispettivamente. Ha dimostrato in vitro un effetto batteriostatico e fungistatico e, essendo resistente alla degradazione enzimatica intestinale, può facilmente essere rilevata nelle feci.

## Calprotectina fecale
La maggiore applicazione clinica del dosaggio della calprotectina avviene in gastroenterologia, in quanto la calprotectina dosata nelle feci (la calprotectina fecale) riflette il livello di infiammazione dell'intestino.
La calprotectina, a differenza di altri marcatori fecali di flogosi, è stabile a temperatura ambiente ed è estremamente resistente alla degradazione operata dal microbiota umano, caratteristiche che fanno di essa un marker ideale. Tuttavia, come VES e PCR, si tratta di un marker del tutto aspecifico, che non dà informazioni sull'agente eziologico dell'infiammazione.

## Applicazioni cliniche
Il dosaggio della calprotectina fecale assume una buona accuratezza diagnostica per le malattie infiammatorie croniche dell'intestino. Uno studio condotto su più di mille pazienti con sintomi indicativi di malattia infiammatoria cronica dell'intestino ha dimostrato buona sensibilità (93%) e specificità (96%) del test come metodica diagnostica.
Si è visto che i livelli di calprotectina fecale aumentano significativamente nei pazienti con diarrea cronica da malattia di Crohn, rettocolite ulcerosa, coliti infettive e, in minor misura, nei tumori del colon-retto. Non aumenta invece nei pazienti affetti da disturbi funzionali, come nel caso della sindrome del colon irritabile. In ogni caso il test non sostituisce la colonscopia diagnostica, ma può essere un buon indicatore al suo utilizzo.

## Tecnica
Si tratta di un saggio immunoenzimatico tipo ELISA. La positività al test è valutata per un valore di calprotectina fecale >50 µg/g.